# シン・ジス
シン・ジス（申智秀、1985年10月28日 - ）は、大韓民国の女優。ソウル特別市出身。身長154cm・体重39kg。趣味は、映画鑑賞、歌。特技は、ダンス、国楽、古典舞踊。

## 人物・来歴
- 漢陽大学校 演劇映画学科
- 2000年 『トギ』で、ひたむきな主人公キドクの少女時代を演じた。
- 2006年 『噂のチル姫』でできちゃった結婚する四姉妹の末娘ジョンチルを演じた。
- 2010年 プルン、ユシンとともに、女性3人組ボーカルグループD.Heavenとして音楽デビュー。

## 出演作品

### ドラマ
- 王と妃（1998年-2000年、KBS） - 恭恵王后ハン氏役
- トギ（2000年、SBS）
- ニューノンストップ（2000年-2002年、MBC）
- 孤独（2002年、KBS） - チョ・ジョンア役
- バラの垣根（2003年、KBS）
- 噂のチル姫（2006年、KBS） - ナ・ジョンチル役
- 愛をたずねて三千里（2007年-2008年、SBS） - ナ・ジョンミン役
- 済衆院＜チェジュンウォン＞（2010年、SBS） - ナンラン役
- 三姉妹（2010年、SBS） - パク・ジンスク役
- 女の香り（2011年、SBS） - ヤン・ヒジュ役
- ビッグ 〜愛は奇跡＜ミラクル＞〜（2012年、KBS） - イ・エギョン役
- ワンダフル・ラブ〜愛の改造計画〜（2013年、SBS） - ヒジン役
- 恋はドロップキック！～覆面検事～（2015年、KBS） - チョ・ヨンジ役

### 映画
- 僕は彼女をはなさない（2002年）
- 三日月と夜船（2005年）
- 鬼（2010年）
- レッドカーペット（2013年）

## 受賞歴
- 1995年 MBC童謡歌謡祭 銅賞
- 2000年 SBS演技大賞 子役賞
- 2002年 KBS演技大賞 青少年演技賞